# Antitrust
Antitrust je izraz kojim se označavaju sve djelatnosti države u svrhu suzbijanja oblika poslovne prakse od strane privatnih osoba ili kompanija koji se smatraju štetnim po tržišno natjecanje ili predstavljaju nepošten odnos prema potrošačima. Te su aktivnosti najčešće regulirane posebnim zakonima koje tvore antitrustovno pravo, a čiju provedbu nadgledaju posebne agencije za regulaciju tržišta.
Izraz antitrust je došao iz engleskog jezika, odnosno SAD gdje su početkom 20. stoljeća doneseni prvi zakoni protiv trustova, odnosno kartela. U drugim zemljama, pogotovo u Europskoj uniji, koristi se izraz natjecateljsko pravo.